# Sucha (powiat szczecinecki)
Sucha – (do 1945 r. niem. Zuch) wieś w Polsce położona w województwie zachodniopomorskim, w powiecie szczecineckim, w gminie Grzmiąca.
Majątek należał do rodziny von Glasenapp. Ostatnią właścicielką był Dorota von Gaudecker.
Ruiny pałacu neoklasycystycznego pochodzą z 1879 roku. Był to budynek dwuipółkondygnacyjny, o kubaturze 8000 m².
We wsi znajduje się zabytkowy park pałacowy (rejestr zabytków, Nr rej 1075).